# 威廉·G·海蘭
威廉·G·海蘭（英語：William George Hyland，1929年1月18日—2008年3月25日），曾任美國副國家安全顧問、《外交》雜誌編輯。

## 早年生活和教育
威廉·G·海蘭於1929年出生於密蘇里州堪薩斯城。他在聖路易斯華盛頓大學接受教育，並獲得了學士學位。畢業後，他在1950年至1953年間在美國陸軍第2裝甲師服役，期間駐紮在西德。隨後，他進入密蘇里大學堪薩斯城分校攻讀研究生學業，於1954年獲得歷史碩士學位。

## 生涯

### 中央情報局
畢業後，海蘭加入了中央情報局。最初，他被派往中央情報局柏林辦公室，擔任該辦公室的職務，並以此身份定期向中央情報局局長艾倫·杜勒斯匯報情況。後來，他轉調至蘇聯部門，在那裡他贏得了優秀的克里姆林宮問題專家聲望。1960年，他撰寫了一份備忘錄，預測尼基塔·赫魯曉夫可能會找一個藉口來避免即將舉行的與德懷特·艾森豪威爾總統的巴黎峰會。峰會前不久，蘇聯擊落了一架U-2偵察機，赫魯雪夫以此為藉口退出了峰會。1968年，當海蘭出版了他的第一本書《赫魯雪夫的垮台》時，他仍然是中情局的一名特工。

### 副國家安全顧問
1969年，美國國務卿亨利·季辛吉任命布倫特·斯考克羅夫特為美國國家安全委員會成員。在此期間，他陪同國務卿亨利·季辛吉和理查·尼克森總統參加了在莫斯科舉行的峰會。
於SALT的談判中，海蘭發揮了關鍵作用。
1973年，尼克森總統任命海蘭為情報研究局助理國務卿，並在1974年1月21日至1975年11月24日期間擔任此職。
1975年，福特總統任命布倫特·斯考克羅夫特為國家安全顧問，他擔任副國家安全顧問直到1977年。
在吉米·卡特當選總統後，海蘭於1977年辭去政府職務。他後來在喬治城大學戰略與國際研究中心和卡內基國際和平基金會工作。

### 外交事務雜誌
在1983年至1992年期間，海蘭擔任《外交》雜誌的編輯。他撰寫了六本書，主題涵蓋國際事務和美國流行音樂退休後的發展。在喬治·赫伯特·沃克·布什擔任總統期間，他擔任總統外國情報顧問委員會的成員。隨著冷戰的結束，海蘭主張美國應在一段時期內遠離全球事務。

## 逝世
海蘭於2008年3月25日在伊諾瓦費爾法克斯醫院因主動脈瘤去世。

## 出版物
- The Fall of Khrushchev (1968)
- Mortal Rivals: Superpower Relations from Nixon to Reagan (1987)
- The Cold War Is Over (1990)
- The Song Is Ended: Songwriters and American Music, 1900-1950 (1995)
- Richard Rodgers (1998)
- Clinton's World: Remaking American Foreign Policy (1999)
- George Gershwin: A New Biography (2003)